# Леонтьево (Вышневолоцкий район)
Леонтьево — железнодорожная станция в Вышневолоцком городском округе Тверской области.

## География
Находится в центральной части Тверской области на расстоянии приблизительно 8 км по прямой на северо-запад от вокзала железнодорожной станции Вышний Волочёк.

## История
Станция была открыта в 1876 году. До 2019 года входила в состав ныне упразднённого Солнечного сельского поселения Вышневолоцкого муниципального района.

## Население
Численность населения составляла 43 человека (русские 98 %) в 2002 году, 36 в 2010.